# József Kürschák
József Kürschák   (Buda, 14 de març de 1864 - Budapest, 26 de març de 1933) va ser un matemàtic hongarès recordat per haver estat l'organitzador d'una de les competicions matemàtiques més antigues.

## Vida i obra
Kürschák va estudiar a la Universitat Tècnica de Budapest, on va obtenir el títol de professor de física i matemàtiques el 1886. Després de ser professor de ciències durant dos anys a un institut de Rozsnyó (actualment Eslovàquia), va retornar a la Universitat Tècnica de Budapest, en la qual va obtenir el doctorat el 1890.
L'any següent, el 1891, va ser nomenat professor de la Universitat Tècnica, en la qual va desenvolupar la resta de la seva carrera acadèmica.
Va desenvolupar els seus treballs de recerca en tres direccions: la geometria, les equacions diferencials parcials (seguint el treball de Gyula Kőnig de la mateixa universitat) i les matrius i determinants.
Juntament amb Gyula Kőnig i el baró Loránd Eötvös, va ser el organitzador d'unes competicions de física i matemàtiques a nivell de batxillerat que encara es continuen celebrant a Hongria i que porten el seu nom.